# Georges Moustaki
Giuseppe (Yussef) Mustacchi (Alexandrië, 3 mei 1934 – Nice, 23 mei 2013), beter bekend als Georges Moustaki (Grieks: Ζορζ Μουστακί), was een Franse zanger en componist van Grieks-Joodse afkomst. Hij verwierf internationale bekendheid in 1969 met zijn lied "Le Métèque".
Moustaki's ouders Nessem en Sarah kwamen oorspronkelijk van het eiland Korfoe in Griekenland, maar vestigden zich voor Yussefs geboorte in Alexandrië, alwaar ze een boekwinkel openden in een multiculturele wijk, waar Arabisch, Italiaans, Hebreeuws en Grieks werden gesproken. Omdat Nessem en Sarah een speciale belangstelling hadden voor de Franse cultuur, werd Yussef op een Franse school gezet. Op deze manier kwam Yussef ook in contact met het Franse chanson.
In 1951 trok Giuseppe Mustacchi naar Parijs, waar hij in eerste instantie werkte als journalist en barkeeper. In deze tijd veranderde hij zijn naam in Georges Moustaki. De nieuwe voornaam was een hommage aan Georges Brassens, die Moustaki stimuleerde. De jonge Griek begon chansons te schrijven voor onder anderen Barbara en Yves Montand. Voor de veel oudere Édith Piaf, met wie hij korte tijd een verhouding had, schreef hij in 1959 de tekst van de hit "Milord". Marguerite Monnot schreef de muziek. Dalida vertaalde het in het Italiaans en Duits. De vertaling van Corry Brokken veroorzaakte enig rumoer in het Nederland van 1960.
In 1968 brak hij zelf internationaal door als zanger met het door hemzelf geschreven "Le Métèque". Sindsdien heeft Moustaki veel bekende liederen opgenomen, vooral in het Frans, maar ook in het Italiaans, Hebreeuws, Grieks, Engels, Spaans en Jiddisch.
In januari 1970 gaf hij zijn eerste grote concert in Bobino. Talloze optredens in vele landen zijn daarna gevolgd.
Moustaki had een dochter (Pia, geboren in 1956).
Hij overleed in Nice op 79-jarige leeftijd. Hij ligt begraven op de beroemde begraafplaats Cimetière du Père-Lachaise in Parijs.

## Discografie

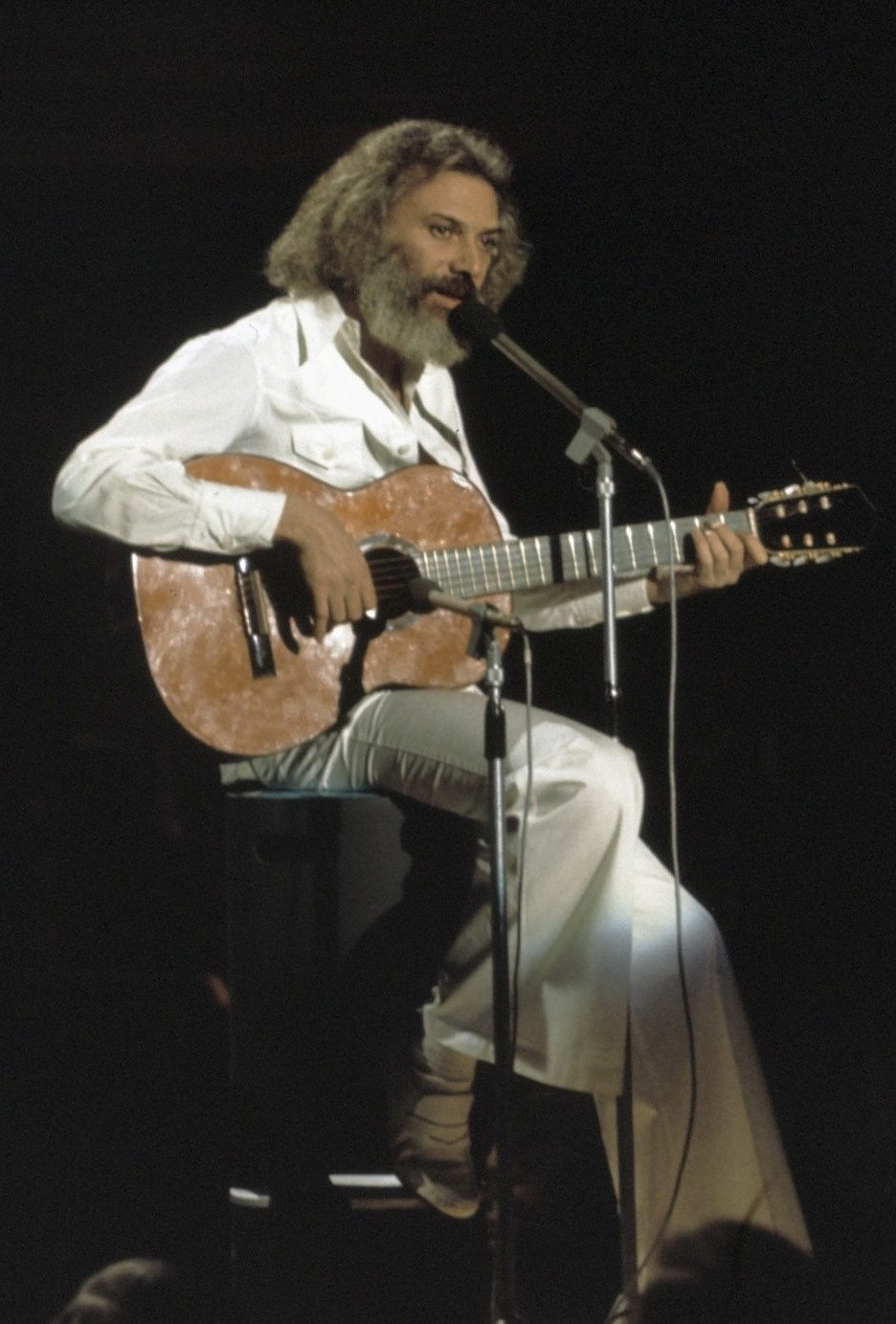
Moustaki bij het "Grand Gala du Disque Populaire", 1974

### Studioalbums
- 1969: Le Métèque - Polydor
- 1971: Georges Moustaki
- 1972: Moustaki
- 1973: Déclaration
- 1974: Moustaki
- 1975: Moustaki
- 1976: Moustaki
- 1977: Moustaki
- 1992: Méditerranéen - Polygram
- 1996: Tout reste à dire - Sony Tristar
- 2003: Moustaki - Virgin
- 2005: Vagabond - Virgin UK

### Liveopnamen
- 1971: Bobino 70 - Polydor
- 1973: Moustaki en concert
- 1975: Moustaki Live
- 1977: Olympia 1977
- 1988: En public au TLP Dejazet Ades
- 2000: Olympia 2000 - Polydor
- 2002: Presqu'en solo - Live à la Philharmonie de Berlin - Troubadour Records (double live)

### Compilaties
- 1975: À la bonne vôtre
- 1975: Prélude
- 1987: Master Série
- 1989: Jardins secrets et Terres promises - Polydor
- 1989: Voyages et Rencontres - Polydor
- 1989: Racines et Errances - Polydor
- 1989: Sagesses et Chemins de fortune - Polydor
- 1993: Ma Liberté - Polydor
- 2000: Un métèque en liberté - Polydor

### NPO Radio 2 Top 2000
| Nummer met noteringen in de NPO Radio 2 Top 2000 | '99  | '00 | '01  | '02  | '03 | '04  | '05  | '06  | '07  | '08  |
| ------------------------------------------------ | ---- | --- | ---- | ---- | --- | ---- | ---- | ---- | ---- | ---- |
| Le Métèque                                       | 1281 | -   | 1914 | 1896 | -   | 1652 | 1718 | 1436 | 1916 | 1762 |

1. ↑  Een '-' betekent dat het nummer niet was genoteerd en een vetgedrukt getal geeft de hoogste notering aan.
2. ↑  Deze tabel is bijgewerkt tot en met de laatste editie (2024).